# Juhan Tuldava
Juhan Tuldava (född Arthur Johan Haman, släktnamnet förestniskades 1936 till Tuldava); den 23 augusti 1922 i Tartu, död den 17 mars 2003 i Tallinn) var en estnisk professor i kvantitativ lingvistik och Nordiska språk vid universitetet i Tartu och spion för Sovjetunionen. 
Juhan Tuldava var son till den estniske diplomaten Artur Tuldava och Juhan gick i skola i Stockholm och Köpenhamn när fadern på trettiotalet var stationerad där. Fadern greps under det sovjetiska maktövertagandet 1941 och dog i ett sovjetiskt fångläger. Tuldava kom till Stockholm som flykting och hävdade sig ha flytt från Sovjetunionen genom att gömma sig på ett tåg från Leningrad till Finland, men händelsen övertygade inte de svenska myndigheterna som intog en avvaktande hållning och höll honom under övervakning. På femtiotalet studerade Juhan Tuldava under täcknamnet Artur Haman språkvetenskapliga ämnen vid Stockholms universitet. 1957 blev han antagen som doktorand i baltiska språk och avlade licentiatexamen om species i lettiska och skrev bland annat en lärobok i estniska språket på svenska. 1963 fick han fly till Sovjetunionen efter att avslöjats som flyktingspion av USA:s säkerhetstjänster. Själv bestred han anklagelserna om spioneri. 
I Sovjetunionen återtog han namnet Juhan Tuldava och gjorde karriär i Nordiska språk och kvantitativ lingvistik. Han hade fortsatt samarbete med forskare i väst och publicerade bland annat i tidskriften SMIL som gavs ut i Stockholm.

## Alias
Förutom namnen Juhan Tuldava och Artur Haman har han varit känd under täcknamnen Voronin, Skvortsov, Arturo, Hanns Quecke, samt namnvarianterna Arthur-Johan Haman, Artur-Juhan Haman, Arthur Tuldava, Janis Jugans, Arthur Haman.

## Verk i urval
- "Lärobok i estniska : grammatik, övningar, parlör". Medborgarskolan. 1962. (Under namnet Artur Haman)
- "De skandinaviska länderna och Estland". ("Skandinaaviamaad ja Eesti". The Scandinavian Countries and Estonia); Pangaloss
- "Rootsi keele grammatika". TRÜ. 1969
- "Rootsi-Eesti sõnaraamat" (Svensk-estnisk ordbok). Valgus. 1996
- Juhan Tuldava i Libris